# Bonanza Mountain Estates
Bonanza Mountain Estates – jednostka osadnicza w Stanach Zjednoczonych, w stanie Kolorado, w hrabstwie Boulder.